# Mercedes Padró y Grané
Mercedes Padró (Barcelona, 1890-Madrid, 24 de enero de 1958) fue una pintora española que ejerció como profesora funcionaria en el Colegio de Nuestra Señora de las Mercedes en Madrid.

## Biografía
Padró nació en el seno de una familia acomodada y culta, con una sólida tradición artística. Tuvo dos hermanos, Antonio que llegó a ser comandante y su hermano José, que fue fotógrafo y se casó con Pilar, hija de Santiago Ramón y Cajal. José trabajó con su suegro y fue el autor del famoso retrato del médico.
Su padre Ramón Padró y Pedré se desarrolló como pintor de temática histórica, llegando al cenit de su carrera profesional como pintor de cámara del monarca español Alfonso XII. Posteriormente, trabajó como profesor de dibujo en el Asilo de Nuestra Señora de las Mercedes, hasta su fallecimiento en 1915. Su abuelo fue el escultor Ramon Padró Pijoan y su tío Tomás, desarrolló una importante carrera profesional como ilustrador y caricaturista satírico, aunque murió en la absoluta miseria.

## Vida y obra

### Infancia y juventud
Se conocen pocos datos sobre su infancia pero las referencias sitúan su nacimiento en Barcelona, a pesar de que su padre fijó su residencia en Madrid en 1875. Su formación académica estuvo guiada por su progenitor, el cual ejerció de profesor y mentor, y la dotó de los conocimientos necesarios para poder desarrollar una vida profesional dentro del campo de la pintura. Este hecho definió que Mercedes disfrutara de una independencia económica y profesional a lo largo de su vida.

### Trayectoria artística

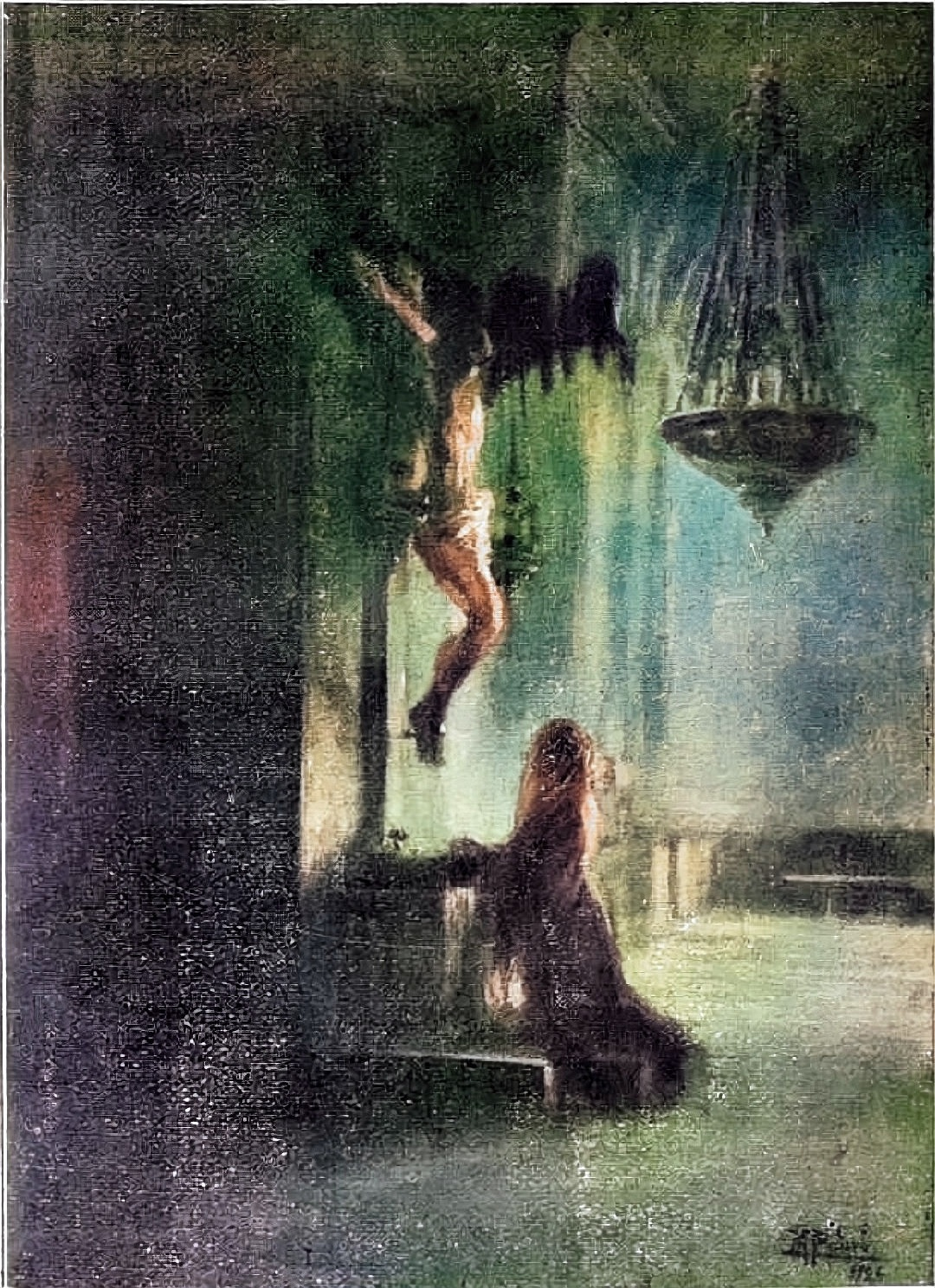
Refugio, 1926.

Con veintidós años vivía en la calle Huertas, nº 70 junto con su familia, y su inquietud artística la impulsó a participar en certámenes de arte. La primera referencia que encontramos de su vida pública está ligada a la Exposición de Bellas Artes que en mayo de 1912 se celebró en Madrid. Allí concurrió con dos obras: “Estudios” compuesto por un tríptico y una obra de menor tamaño titulada “Desde mi azotea”. obteniendo en este certamen la tercera medalla, En 1915 presentó un bodegón a la Exposición Nacional de Bellas Artes y ese mismo año fallece su padre. Con su defunción queda vacante el puesto de profesor de dibujo, y es ella quien ocupó su lugar, en principio como profesora interina, y posteriormente como funcionaria. Mercedes permanecerá en este colegio cuarenta años, hasta su jubilación forzosa en 1956. Tras la muerte de su padre y mentor comenzó a asistir al Museo de Prado donde realiza copias de los grandes maestros y perfecciona su técnica.
En 1921 la pintora estaba soltera y muy activa artísticamente, participando en la Exposición de la Asociación de Pintores y Escultores que se celebra en el Retiro, junto a artistas ilustres como Mariano Benlliure, José Garnelo y Oliver Aznar. Ese mismo año, también concurre al II Salón de Otoño con dos obras: “Atardeciendo” y “Apunte”. En ese certamen exponen 10 mujeres: Luísa Botet y Mundi, Matilde Calvo Rodero, Mª Elena Camarón, Esperanza Cañizares, Mª del Carmen Corredoira, María de los Ángeles López Roberts, Juana Maurer, A. R. Sierra y Ana de Tudela. 
En 1922 presentó una naturaleza muerta titulada “Frutos del tiempo” a la Exposición Nacional de Bellas Artes (España), (Catalógo) y en ella participó con quien sería su marido años después, el paisajista Pedro Serra Farnés. Probablemente se conocieron ese año ya que coinciden en ese certamen y también en el III Salón de Otoño donde Pedro es nombrado socio de mérito y Mercedes expuso la obra  “La lección de piano”. Ese año concurre a la Exposición de arte celebrada en el Palacio de Bellas Artes, en Barcelona.
En 1923 participó en el IV Salón de Otoño, con un “Estudio de autorretrato”, seguramente como respuesta a la crítica recibida en el periódico La Libertad en la exposición del año anterior. En la que se hacía referencia a la falta de valor de las pintoras a presentar siempre bodegones, no atreviéndose a tratar temáticas más audaces. Al año siguiente volvió a concurrir a la Exposición Nacional con su cuadro titulado “En el templo” de un tamaño mayor a lo que solía realizar. En este certamen recibe una bolsa de viaje de 500 pesetas junto con otros artistas como: Nicolás Prados López, José Chicharro y Emiliano Barral. Pedro Serra también participó en la misma exposición.
Son años de gran actividad cultural y la pintora trabaja incansable. Los Salones de Otoño se convierten en una cita indispensable para ella y en 1925 volvió a participar con una obra titulada: "Apunte" y al año siguiente participó en la Exposición Nacional de Bellas Artes junto a un nutrido grupo de artistas. El periódico La Libertad destacó su participación publicando una ilustración de su obra en sus páginas. La pintora presentó un retrato a este certamen, realizado con gran acierto.
Su presencia en certámenes le brinda la oportunidad  de conocer y relacionarse con otros artistas, con los que coincide tanto en exposiciones como en el círculo de Bellas Artes. Esta actividad la combinó con su trabajo en el colegio donde impartía clase de dibujo y la participación en los actos del mismo.

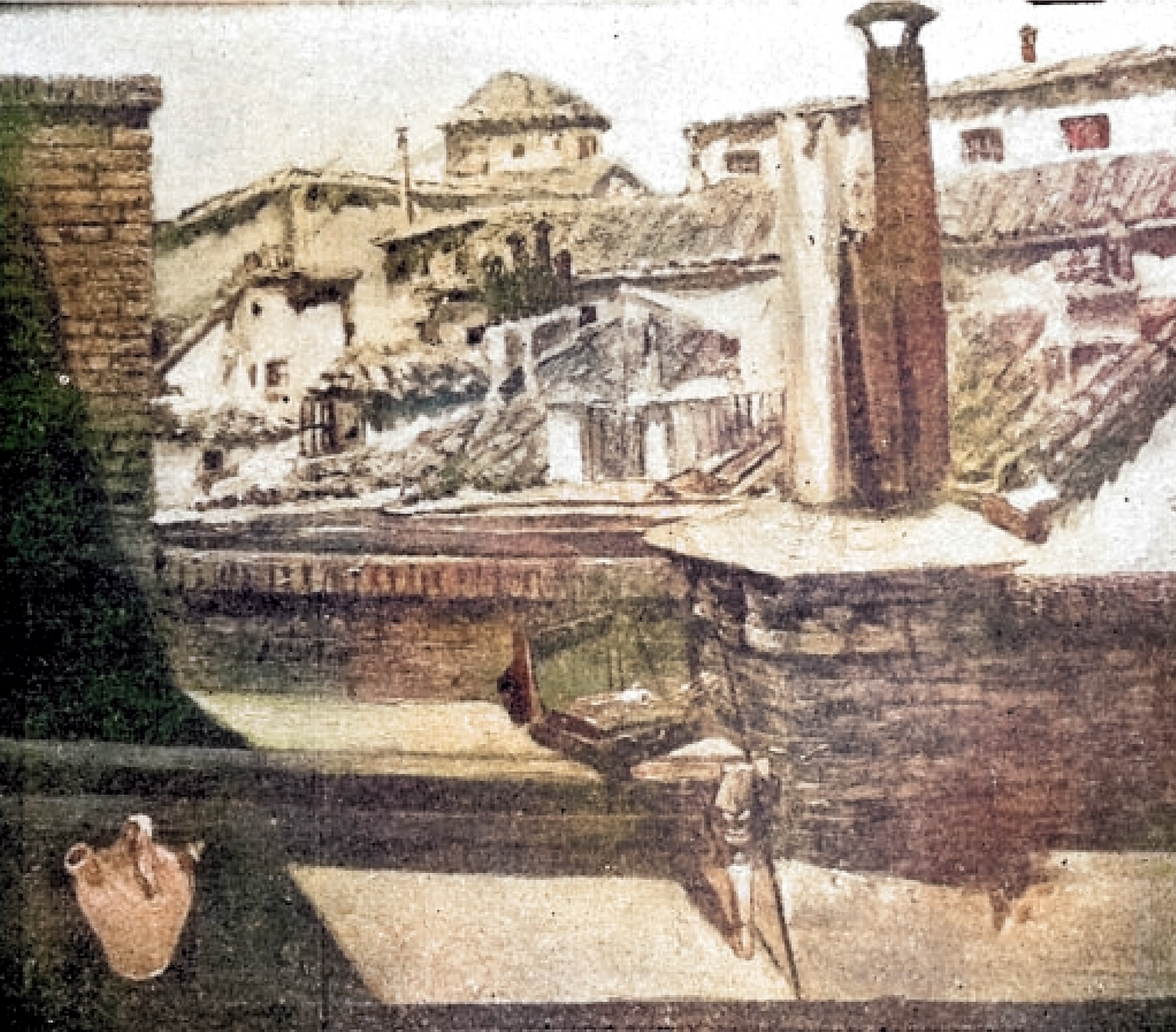
Vista de la ciudad de Madrid

En 1929 es una de las pocas pintoras que asisten a la Exposición Internacional de Barcelona que se celebra en el Palacio de Congresos. En esta muestra coincide con otras artistas como: Teresa Condeminas, María Corredoira, Maria Muntadas Pujol, Antònia Ferreras Bertran, María Luisa Pérez Herrero, Marisa Roesset Velasco, Elena Verdes Montengro o Eva  Aggerholm, entre otras. En 1930 participó en la Exposición permanente del Círculo de Bellas Artes junto con Ángeles Santos, Lola de la Vega y Mª Luisa Pérez Herrero entre otras. Y en la Exposición Nacional de Bellas Artes, donde presenta una naturaleza muerta. Este certamen artístico se inaugura en el Palacio de Cristal y tiene mucha difusión, haciéndose eco un gran número de periódicos y publicaciones. Son 48 mujeres las que participan en la muestra, entre las que se cuentan artistas como Marisa Roesset Velasco, Amparo González de Figueroa, Luisa de Urcola, Edith de Aguiar, Encarnación Bustillo Salomón, Isabel Pastor, Flora L. Castri, Mª Luisa García Sainz, y Cristina Pla y Pepita Pla entre otras.
En 1932 participa en el XII Salón de Otoño con una obra titulada: "Naturaleza inanimada" y en 1934 expone en el certamen nacional.  A partir de aquí, y coincidiendo con la Guerra Civil Española, su presencia mediática se reduce visiblemente y las referencias a la participación en certámenes casi desaparecen.
Alrededor de 1935, probablemente se produjo su matrimonio con el pintor Pedro Serra Farnés, ya que por esta época ambos cambian su residencia a la C/ Franco, 12 y la pintora se inscribe en el XV Salón de Otoño como Mercedes Padró de la Serra Farnés.
Al año siguiente, es suspendida temporalmente de su puesto de profesora a causa de la guerra, lo que la lleva a interponer una denuncia con la que obtuvo posteriormente la restitución de su puesto. 
La última exposición documentada es la Exposición Nacional de 1942 donde presentó un bodegón.
En 1956 se jubila forzosamente, tras 40 años de servicio y fallece dos años después, el 24 de enero de 1958 con 68 años.

### Trayectoria como copista
La trayectoria de Mercedes como copista podemos datarla a partir de febrero de 1916, este hecho estuvo íntimamente relacionado con el fallecimiento de su padre. La formación pictórica que recibió  fue por parte de su progenitor y, al faltar este decidió seguir su formación en solitario. Mercedes ya estaba modelada como pintora y disponía de la doctrina necesaria para poder coger las riendas de su aprendizaje, por lo que decidió continuar de manera autodidacta.  De este modo, se pone en contacto con José Villegas que en ese momento ostenta el puesto de director de Museo Del Prado y es él quien firma su conocimiento. Allí acudió con asiduidad, en ocasiones a diario, a lo largo de una década y copió a maestros como Goya, Murillo, Rubens o Van Dyck.

"La señorita Padró es en la pintura lo que Becquer en la poesía: sus cuadros son verdaderas rimas."
Diego Fhar. "Vida aristocrática", 1925

## Estilo artístico

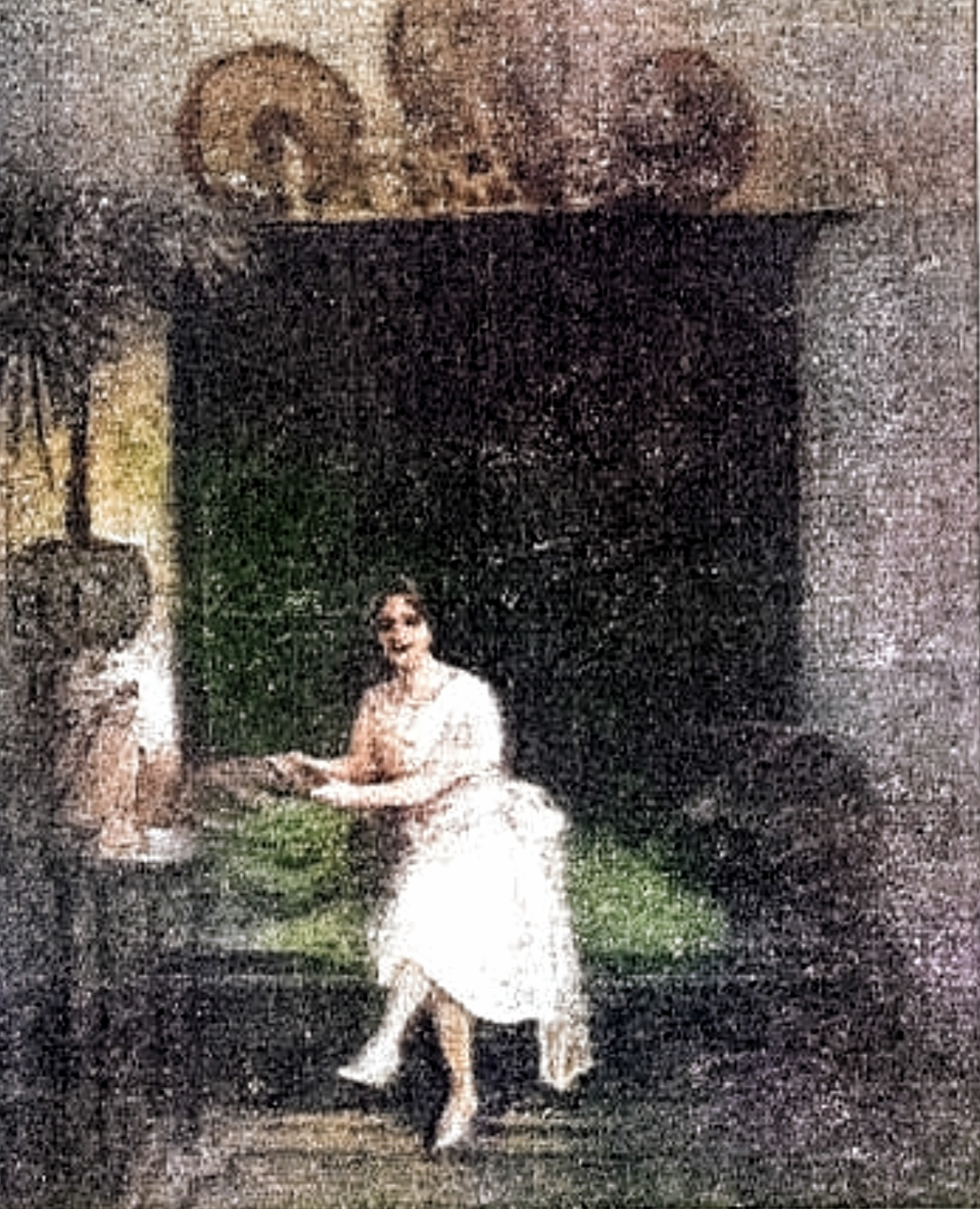
Atardeciendo, 1921.

Para adentrarnos en la figura de la artista debemos acudir a las referencias que hay sobre ella. Las publicaciones de la época nos brindan la oportunidad de conocer más a fondo la obra y personalidad de esta pintora que estuvo bien considerada por la crítica. Mercedes se dedicó en exclusiva a la pintura al óleo, ofreciendo al espectador una mirada íntima, una pintura sensible, resuelta con emoción y exquisito cuidado. Su trazado es suave y sencillo pero con suficiente fuerza para que la crítica de la época la alejara de "la sensiblería" de la que tachaban a otras pintoras de la época. La fuente de inspiración la encontraba en la naturaleza, lo que generaba una obra de carácter figurativo pero con una pincelada más suelta y libre. No estando tan sujeta a las normas como la pintura academicista. Utilizaba una paleta de color tenue, con la que creaba composiciones que no buscaba grandes alardes de colorido, ni composiciones pomposas. Su mirada hacia el entorno que la rodeaba se guiaba por un paradigma figurativo, lo que no la hacía despreciar las vanguardias. Las respetaba y consideraba necesarias para la renovación del arte. Su obra se caracterizaba por tener una técnica indiscutible y gran calidad pictórica, conceptos aprendidos de su padre y mentor Ramón Padró. Este hecho, la libró de recibir malas referencias a lo largo de sus muchas exposiciones junto con pintores de renombre. Su trabajo fue seleccionado en certámenes, entre cientos de cuadros, para ilustrar artículos de revistas y periódicos. Ella se dedicó en exclusiva a la pintura, trabajando todos los géneros pictóricos: paisajes y naturalezas muertas componen su obra. El retrato también fue un tema recurrente, mostrando gran maestría y resolviéndolos con gran acierto y precisión.
Obtuvo en 1912 la tercera medalla y su trabajo fue una de las 4 obras elegida para ilustrar la crítica del periódico la libertad, referida a la Exposición Nacional de Bellas Artes de 1926
A día de hoy, se desconoce si su obra queda en manos de colecciones particulares o ha desaparecido. Sí que podemos referencia la existencia de uno de sus cuadros titulado: "Escucha" que formó parte de la colección particular de S.A.R. la Infanta Isabel de Borbón (La Chata). pero se desconoce su ubicación actual.
De una entrevista realizada cuando Mercedes tenía 33 años podemos saber que apostaba por el feminismo pero desde un concepto de equidad y femineidad, donde el hombre y la mujer se complementaran, cooperando y no compitiendo. Consideraba la importancia del acceso de la mujer a la cultura, ya que consideraba que era el eslabón de transmisión de conocimiento más cercano a los hijos y, para cambiar el futuro, debían educarlos ya que ellos eran el futuro. De este modo, se podría orientar los pasos de la sociedad hacia una moral más transigente.

## Contexto social y cultural

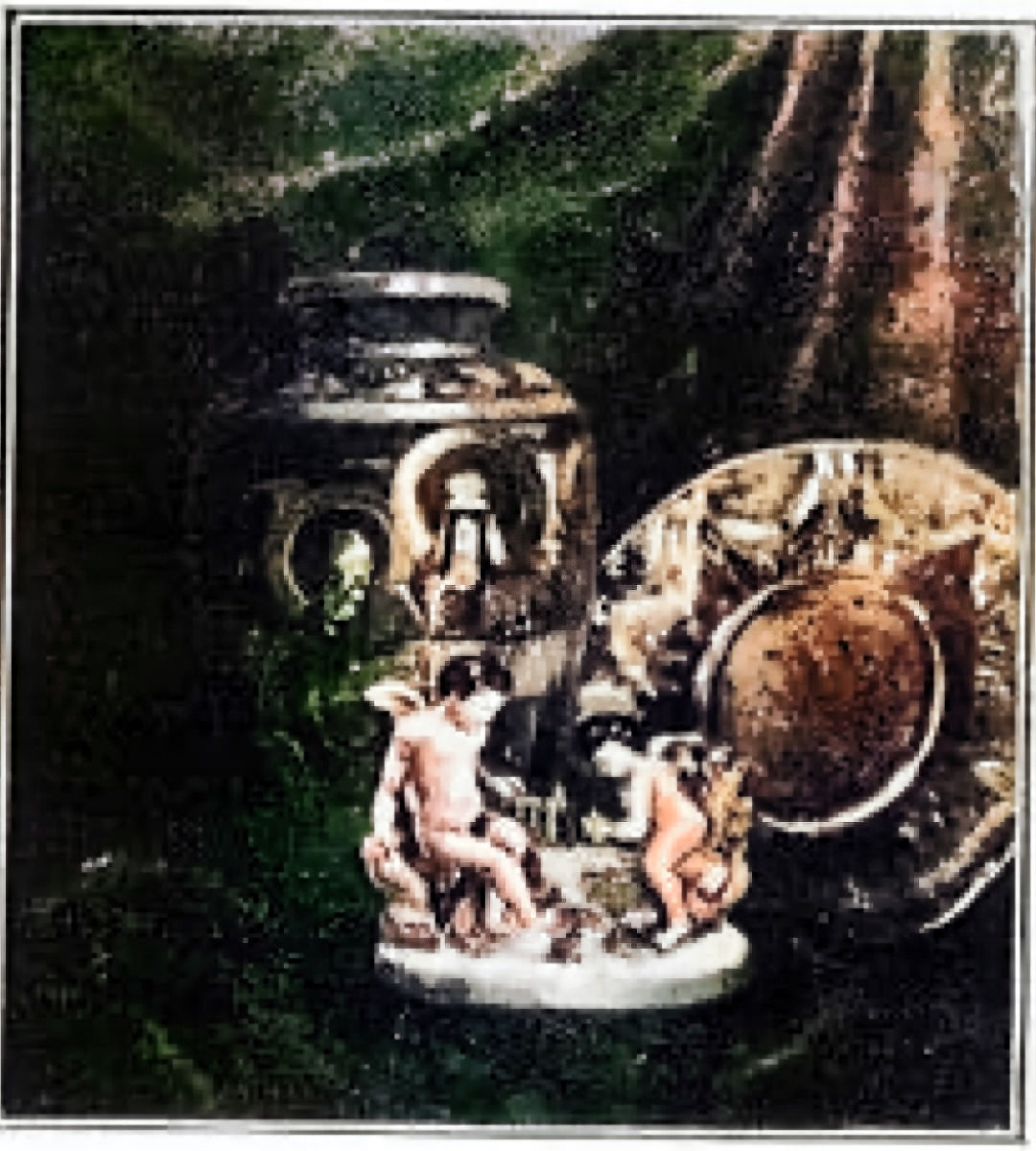
Bodegón, 1932

Hay que considerar la situación de la mujer en el periodo histórico que se está tratando. Al inicio del siglo XX en España, la mujer tenía un acceso limitado a la formación académica y, prácticamente sólo las féminas que procedían de ambientes burgueses y aristocráticos tenían cierto acceso a la cultura. Sin embargo, si queremos hablar de formación académica artística tenemos que situarnos en 1894 con Adela Ginés y Ortiz que es la primera mujer en matricularse en un centro de arte oficial en España. Este acceso era limitado, ya que las mujeres no podían asistir a las clases de anatomía, lo cual las alejaba de la posibilidad de poder afrontar temas pictóricos de mayor empaque como la pintura histórica. De este modo, quedaban muy reducidas sus salidas profesionales dentro del mundo del arte. Esta era una de las razones principales de porqué, la mayoría de las pintoras, se declinaban principalmente por temáticas como naturalezas muertas, flores y paisajes, e incluso algunas se atrevían con el retrato. Por otro lado, encontramos un grupo de pintoras que  pertenecían a ambientes familiares donde el progenitor era pintor, como es el caso de Padró, y de este modo recibían la formación adecuada para poder desarrollar su vida profesional, muchas veces trabajando tras el nombre de un hombre, como les pasó a las hermanas Dorotea y Margarita Joanes o se dedicaban a la docencia como hizo Mercedes que pudo contar con las enseñanzas de un maestro, como fue su padre y de pertenecer a una larga estirpe familiar de artistas, por lo que su formación artística y su proyecto de vida quedó marcada por este hecho.
| Exposiciones y Premios |                                       |                                 |                                                                         |         |             |                                                |
| Año                    | Certamen                              | Lugar                           | Nombre de la obra                                                       | Técnica | Medidas     | Mención                                        |
| 1912                   | Exposición de Bellas Artes            | Madrid                          | "Estudio" (Tríptico)                                                    | óleo    |             |                                                |
|                        |                                       |                                 | "Desde mi azotea"                                                       | óleo    |             | Tercera medalla.                               |
| 1915                   | Exposición Nacional de Bellas Artes   | Madrid                          | "Bodegón"                                                               | óleo    | 0,87 x 0,87 | Mención de honor                               |
| 1921                   | II Salón de Otoño                     | Madrid                          | "Atardeciendo"                                                          | óleo    | 1,23 x 0,97 |                                                |
|                        |                                       |                                 | "Apunte"                                                                | óleo    | 0,32 x 0,37 |                                                |
| 1922                   | III Salón de Otoño                    | Madrid                          | "La lección de piano"                                                   | óleo    | 0,83 x 1,02 |                                                |
| 1922                   | Exposición Nacional de Bellas Artes   | Madrid                          | "Frutos del tiempo"                                                     | óleo    | 1,29 x 1,01 |                                                |
|                        | Exposició d'art.                      | Palau de Belles Arts. Barcelona |                                                                         |         |             |                                                |
| 1923                   | IV Salón de Otoño                     | Madrid                          | "Estudio de un autorretrato"                                            | óleo    | 0,72 x 0,60 |                                                |
| 1924                   | Exposición Nacional de Bellas Artes   | Madrid                          | "En el templo"                                                          | óleo    | 1,24 x 0,92 | Mención de honor/Bolsa de viaje de 500 pesetas |
| 1924                   | Exposición Círculo de Bellas Artes    | Madrid                          | Patrocinada por la "Liga africana Española" sobre costumbres marroquíes | óleo    |             |                                                |
| 1925                   | VI Salón de Otoño                     | Madrid                          | "Apunte"                                                                | óleo    | 72 x 60     |                                                |
| 1926                   | Exposición Nacional Bellas Artes      | Madrid                          | "Sotto Voce"                                                            | óleo    | 1,04 x 0,60 |                                                |
|                        |                                       |                                 | "Retrato de la Srta. A. de T"                                           | óleo    | 0,95 x 0,80 |                                                |
| 1929                   | Exposición Internacional de Barcelona | Barcelona                       |                                                                         |         |             |                                                |
| 1930                   | Exposición Nacional Bellas Artes      | Madrid                          | "Bodegón"                                                               | óleo    | 0,95 x 0,80 |                                                |
|                        |                                       |                                 | "Retrato de la Sra. M. R."                                              | óleo    | 1,04 x 0,60 |                                                |
| 1930                   | Exposición Círculo de Bellas Artes.   | Madrid                          |                                                                         |         |             |                                                |
| 1932                   | XII Salón de Otoño                    | Madrid                          | "Naturaleza inanimada"                                                  | óleo    | 0,75 x 0,97 |                                                |
| 1935                   | XV Salón de Otoño                     | Madrid                          | "La mesa del poeta"                                                     | óleo    | 0,75 x 0,97 |                                                |